# Васільцов Віталій Валерійович
Віталій Валерійович Васильцов (нар. 16 листопада 1977, Гаврилівці, Кам'янець-Подільський район, Хмельницька область, Українська РСР — 18 лютого 2014, Київ, Україна) — активіст Євромайдану.
Майстер декоративного садівництва. Загинув у Києві на Великій Житомирській вулиці від прицільного пострілу з автоматичної зброї. Рідні загиблого звинувачують судово-медичних експертів у фальсифікації висновків та приховуванні речових доказів в інтересах відомства екс-міністра МВС України Віталія Захарченка. Герой України.

## Біографія
Батько Віталія помер рано, виріс з братом і матір'ю.
2002 р.- закінчив Уманський аграрний університет садівництва. Стажувався за кордоном. У Києві заснував власну справу з ландшафтного дизайну. Був одним з найкращих професіоналів у декоративному садівництві .
Дружина залишалася сама з двома дітьми. Родина потребує фінансової допомоги для дітей.

## На Майдані
Брав участь у акціях громадського спротиву на Майдані Незалежності, починаючи з грудня 2013 року.
|  | Орієнтовно в 00:50 прошелестіли кулі чергою, з автомата Калашнікова, Віталік почав розвертатися і в цей момент був зроблений постріл з іншого виду зброї. По звуку це явно чутно. Після ознайомлення з відео більшість експертів криміналістів підтвердили сотні припущень і коментарів на Youtube про те, що постріл був зроблений з будівлі главку Міністерства внутрішніх справ 2-4 поверху. Куля увійшла в ліву нижню частину живота і залишилася в тілі. Жахає факт, що після судово-медичної експертизи в головному бюро на Оранжерейній вулиці, 9, рана, що мала діаметр 75 мм дивним чином трансформувалася в різану «діру» 20 на 30 мм, крім цього на спині «з'явився» вихідний отвір. А куля, що знаходиться в тілі в Олександрійській клінічній лікарні (Жовтневій лікарні), «випарувалася» на Оранжерейній. Нема кулі — немає зброї — немає зброї — немає винного… Крім цього на Оранжерейній ці «скоти», а не експерти, 2 дні не могли або не хотіли віддавати тіло. У зв’язку з тим, що родичам загиблого, навіть після вимог, не було надано результатів експертизи, проаналізувати траєкторію руху кулі вже неможливо. |

## Вшанування пам'яті
- Звання Герой України з удостоєнням ордена «Золота Зірка» (21 листопада 2014, посмертно) — за громадянську мужність, патріотизм, героїчне відстоювання конституційних засад демократії, прав і свобод людини, самовіддане служіння Українському народу, виявлені під час Революції гідності[1]
- Медаль «За жертовність і любов до України» (УПЦ КП, червень 2015) (посмертно)[2]